# Julius Frey
Julius Frey, född 25 oktober 1881 i Stuttgart, död 28 augusti 1960 i Stuttgart, var en tysk simmare som tävlade i simning vid olympiska sommarspelen i Paris 1900.
Han var medlem i den tyska simmargrupp som vann OS-guld i Paris 1900. Han tävlade också i 200 meter frisim och slutade på åttonde plats.